# Cativella navis
Cativella navis är en kräftdjursart som beskrevs av Coryell och Fields 1937. Cativella navis ingår i släktet Cativella och familjen Trachyleberididae. Inga underarter finns listade i Catalogue of Life.